# Mecasermina
Mecasermina (INN, nome commerciale Increlex) è un fattore di crescita insulino-simile (IGF-I) ricombinante umano, prodotto in Escherichia coli cioè in batteri che sono stati modificati mediante l’aggiunta del gene per l’IGF-1 umano. Il farmaco viene utilizzato per il trattamento a lungo termine del deficit di crescita nei bambini con deficit di IGF-I primario grave.
Questo farmaco non deve essere confuso con mecasermina rinfabato (nome commerciale Iplex), che è una combinazione di ricombinante IGF-1 (rhIGF-1) umano e del fattore di crescita insulino-simile binding protein-3 (IGFBP-3). L'IGFBP-3 serve per prolungare l'azione dell'IGF-1 nel corpo umano.

## Usi clinici
Il farmaco è utilizzato per il trattamento a lungo termine dei problemi di accrescimento in bambini o adolescenti (fino a massimo 18 anni di età) affetti da un deficit primario grave del fattore di crescita insulino-simile di tipo I (IGFD primario).
È necessario prima escludere forme secondarie di deficit di IGF-1 (dovute ad esempio a ipopituitarismo, malnutrizione, ipotiroidismo o uso cronico di FANS.

## Farmacodinamica
Il fattore di crescita insulino-simile di tipo I (IGF-1) è il principale mediatore ormonale che permette la crescita staturale. Normalmente l’ormone somatotropo (GH) si lega al suo specifico recettore nei diversi tessuti andando a stimolare la sintesi/secrezione di IGF-1.
Nei tessuti bersaglio il recettore di Tipo 1 dell’IGF-1 (omologo del recettore per l’insulina), viene attivato grazie al legame con IGF-1. L'attivazione porta alla trasduzione del segnale all'interno della cellula, stimolando molteplici processi che determinano la crescita staturale.
Questi processi sono sostanzialmente di tipo anabolico, con un incremento di assorbimento di glucosio, acidi grassi e aminoacidi: il metabolismo viene così a supportare i tessuti in crescita.

## Farmacocinetica
In soggetti sani la biodisponibilità della molecola dopo somministrazione sottocutanea è pressoché completa (100%). Non è chiaro se la biodisponibilità in soggetti con IGFD primario severo possa essere la medesima.
Nel torrente circolatorio l’IGF-1 si lega a sei proteine (IGF binding protein - proteine leganti il fattore di crescita insulino-simile): in particolare circa l’80-90% viene a legarsi ad IGFBP-3 formando un complesso labile. Sfortunatamente IGFBP-3 è ridotto nei pazienti affetti da IGFD primario severo: di conseguenza la clearance di IGF-1 è aumentata in tali soggetti rispetto ai soggetti sani.
La molecola viene metabolizzata sia a livello epatico che a livello renale. 
L'emivita di mecasermina sembra essere intorno a 6 ore. 
Come già riportato la clearance dell’IGF-1 totale è in relazione con i livelli sierici di IGFBP-3: a bassi valori di IGFBP-3 corrisponde una clearance più marcata.

## Effetti indesiderati
Durante il trattamento con mecasermina gli eventi avversi più spesso segnalati sono stati: cefalea, ipoglicemia, nausea e vomito, otite media.
Sono stati segnalati anche casi di reazioni allergiche localizzate e generalizzate (anafilassi).

## Controindicazioni
La mecasermina è controindicata nei bambini o adolescenti in cui si sospetti o sia stata accertata una neoplasia. È inoltre controindicata in qualsiasi condizione o storia clinica che predisponga al rischio di sviluppo di un tumore.
Nel caso in cui, durante un ciclo di trattamento, si sviluppi una neoplasia, la terapia con mecasermina deve essere interrotta.